# Ministère du Processus social du travail
Le ministère du Processus social du travail ou MPPPST (Ministerio del Poder Popular para el Proceso Social del Trabajo, en espagnol, littéralement, « ministère du Pouvoir populaire pour le Processus social du travail ») est un ministère du gouvernement du Venezuela, créé en 1945 dans ses premières prérogatives liées au travail. Son titulaire actuel est Francisco Torrealba depuis le 16 mai 2022.

## Chronologie
Selon le décret n°6173 publié au Journal Officiel du 18 février 2015, les compétences du ministère couvrent les champs de la protection, de la garantie et de l'équilibre du développement du processus social du travail. Le 29 avril 2014, le décret n°818 modifie l'intitulé du ministère de « ministère du Pouvoir Populaire pour le Travail et la Sécurité Sociale » à « ministère du Pouvoir Populaire pour la Protection du processus social du travail »

## Organisation
Le ministère est structuré en quatre vice-ministères dédiés notamment au droit et relations du travail, à l'éducation, à l'inspection du travail et de la Sécurité Sociale et enfin de la prévision sociale.
Le ministère chapeaute plusieurs organismes, dont l'Institut vénézuélien des assurances sociales, la trésorerie de la Sécurité Sociale, l'Institut national de prévention, santé et sécurité du travail et l'Institut national de capacitation et éducation socialistes.

## Liste des ministres

### Ministres du Processus social du travail
| Image | Nom                       | Parti | Début du mandat | Fin du mandat |
| ----- | ------------------------- | ----- | --------------- | ------------- |
|       | Eduardo Piñate            |       | 2025            |               |
|       | Eduardo Piñate            |       | 2024            | 2025          |
|       | Álex Corredor             |       | 2024            | 2024          |
|       | Francisco Torrealba       |       | 16 mai 2022     | 2024          |
|       | Jose Vicente Olmos Iguaro |       | ?               | 16 mai 2022   |
|       | José Ramón Rivero         |       | 2 mai 2021      | ?             |
|       | Eduardo Piñate            |       | 14 juin 2018    | 2 mai 2021    |
|       | Néstor Ovalles            |       | 21 juin 2017    | juin 2018 (?) |
|       | Francisco Torrealba       |       | 4 janvier 2017  | 21 juin 2017  |

### Ministres précédents
| Image | Nom            | Parti | Début du mandat | Fin du mandat      |
| ----- | -------------- | ----- | --------------- | ------------------ |
|       | Oswaldo Vera   |       | 6 janvier 2016  | 4 janvier 2017 (?) |
|       | Jesús Martinez |       | 2014            | 2016               |

### Ministres du Travail et de la Sécurité Sociale
| Image | Nom                     | Parti | Début du mandat | Fin du mandat |
| ----- | ----------------------- | ----- | --------------- | ------------- |
|       | María Cristina Iglesias |       | 2009            | 2014          |
|       | Roberto Hernández       |       | 2008            | 2009          |
|       | José Ramón Rivero       |       | 2007            | 2008          |
|       | Ricardo Dorado          |       | 2006            | 2007          |
|       | María Cristina Iglesias |       | 2002            | 2006          |

### Ministres précédents
| Image | Nom                         | Parti | Début du mandat | Fin du mandat |
| ----- | --------------------------- | ----- | --------------- | ------------- |
|       | Blancanieves Portocarrero   |       | 2000            | 2002          |
|       | Lino Martínez               |       | 1999            | 2000          |
|       | Leopoldo Puchi              |       | 1999            | 1999          |
|       | María Bernardoni de Govea   |       | 1997            | 1999          |
|       | Juan Nepomuceno Garrido     |       | 1994            | 1997          |
|       | Luis Horacio Vivas          |       | 1993            | 1994          |
|       | Jesús Rubén Rodríguez       |       | 1991            | 1993          |
|       | Marisela Padrón Quero       |       | 1989            | 1991          |
|       | José Arnaldo Puigbó Morales |       | 1988            | 1989          |
|       | Simón Antonio Paván         |       | 1984            | 1988          |
|       | Rangel Quintero Castañeda   |       | 1981            | 1984          |
|       | Reinaldo Rodríguez Navarro  |       | 1979            | 1981          |
|       | José Manzo González         |       | 1976            | 1979          |
|       | Antonio Leidenz             |       | 1974            | 1976          |
|       | Alberto Martín Urdaneta     |       | 1972            | 1974          |
|       | Nectario Andrade Labarca    |       | 1970            | 1972          |
|       | Alfredo Tarre Murzi         |       | 1969            | 1970          |
|       | Raúl Valera                 |       | 1968            | 1969          |
|       | Simón Antoni Paván          |       | 1967            | 1968          |
|       | Hens Silva Torres           |       | 1964            | 1967          |
|       | Eloy Lares Martínez         |       | 1964            | 1964          |
|       | Alberto Aranguren Zamora    |       | 1963            | 1964          |
|       | Raúl Valera                 |       | 1960            | 1963          |
|       | Luis Hernández Solís        |       | 1959            | 1960          |
|       | Carlos Tinoco Rodil         |       | 1952            | 1958          |
|       | Raúl Leoni                  |       | 1945            | 1948          |
|       | Diosdado Cabello            | PSUV  | 2002            | 2006          |